# Poplaca
Poplaca é uma comuna romena localizada no distrito de Sibiu, na região histórica da Transilvânia. A comuna possui uma área de 34.50 km² e sua população era de 1729 habitantes segundo o censo de 2007.